# Cypraea nigropunctata
Cypraea nigropunctata är en snäckart som beskrevs av Gray 1828. Cypraea nigropunctata ingår i släktet Cypraea och familjen Cypraeidae. Inga underarter finns listade i Catalogue of Life.